# سانی (فیلم ۲۰۰۲)
سانی (به انگلیسی: Sonny) یک فیلم سینمایی آمریکایی در ژانر درام و جنایی محصول سال ۲۰۰۲ میلادی است، از جمله بازیگران آن می توان به جیمز فرانکو، هری دین استنتون، برندا بلتین، منا سواری و جوزی دیویس اشاره کرد.این فیلم بر اساس فیلمنامه جان کارلن، و کارگردانی نیکلاس کیج می‌باشد. این محصول توسط شرکت تولیدی خود نیکلاس کیج تولید شده‌است.

## داستان
سانی( جیمز فرانکو) پسر جول (برندا بلتین ) است که یک کازینو کوچک را در اوایل دهه ١٩٨٠ در  نیواورلئان ، لوئیزیانا اداره می کند. سانی از خدمت ارتش به خانه برمی‌گردد، و در حالی که منتظر شروع کاری است که یکی از دوستانش در ارتش به او قول داده بود، نزد مادرش می‌ماند. جول سعی می کند سانی را متقاعد کند که مانند قبل از رفتن به خدمت ارتش برای او کار کند و می گوید بسیاری از مشتریان قدیمی او هنوز دلتنگ او هستند و او بهترین ژیگولو بود که او تا به حال داشته است.
سانی بارها پیشنهادات مادرش را رد می کند و می خواهد آن زندگی سیاه گذشته را پشت سر بگذارد. با این حال، کاری که  دوستش به او وعده داده بود هرگز محقق نشد؛ و او مجبور شد به کار سابق خود نزد  مادرش بازگردد. جول اخیراً یک دختر جدید را برای کازینو خود استخدام کرده بود، کارول (منا سواری) کم کم  با سانی آشنا می شود و عاشق او می شود.
یکی از مشتریان کارول که مردی مسن است از او خواستگاری می کند. او ابتدا این پیشنهاد را رد می‌کند، به امید اینکه با سانی  ازدواج کند. او و سانی در حالی که او تلاشی برای رهایی از کسب و کار نمی کند به اختلاف جدی بر می خوردند و سانی به طور فزاینده ای درون گرا و افسرده می شوند،و به دنبال کار دیگری می گردد. در نهایت، کارول پیشنهاد ازدواج را می پذیرد، اما در ادامه آنها زندگی خوبی ندارند.

## قالب
- جیمز فرانکو در نقش سانی
- برندا بلتیلن در نقش جول
- هری دین استانتون در نقش هنری
- منا سواری در نقش کارول
- جوزی دیویس در نقش گرچن
- سیمور کسل در نقش آلبرت
- نیکلاس کیج در نقش آسند
- برندا واکارو در نقش مگ
- مارک کاپولا(بازیگر)  در نقش جیمی

## نقد
فیلم پس از اکران چندان مورد استقبال قرار نگرفت  و با امتیاز ٢٢% در سایت جمع‌آوری نقد راتن تومیتوز  مجموعا ٢٧ نقد به او وارد شد . در اجماع سایت آمده است: « فیلم  سانی به دلیل ناتوانی آشکار کارگردان نوپا نیکلاس کیج در یافتن قلب داستان فیلمش  یا تعدیل درست بازی بازیگرانش، غرق شد.» 